# Herminia dictyogramma
Herminia dictyogramma är en fjärilsart som beskrevs av Shigero Sugi 1977. Herminia dictyogramma ingår i släktet Herminia och familjen nattflyn. Inga underarter finns listade i Catalogue of Life.